# Nathan Glazer
Nathan Glazer (Nova Iorque, 25 de fevereiro de 1923 – Cambridge (Massachusetts), 19 de janeiro de 2019) foi um sociólogo norte-americano.
Graduou-se em Sociologia pela City College de Nova Iorque em 1944 obtendo os graus acadêmicos de mestrado e doutorado pela Universidade da Pensilvânia e Universidade Columbia respectivamente. Foi professor na Universidade de Califórnia em Berkeley, e professor emérito da Universidade Harvard. Foi co-editor de The Public Interest.

## Publicações
- "Desagregação da cultura" In: A cultura importa. Organização: Lawrence E. Harrison e Samuel P. Huntington; tradução Berilo Vargas. Imprenta Rio de Janeiro: Record, 2002
- Beyond the Melting Pot (co-autor com Daniel P. Moynihan).
- Affirmative Discrimination
- Ethnic dilemmas
- The Limits of Social Policy
- We Are All Multiculturalists Now